# Perlindja e Shqipëniës

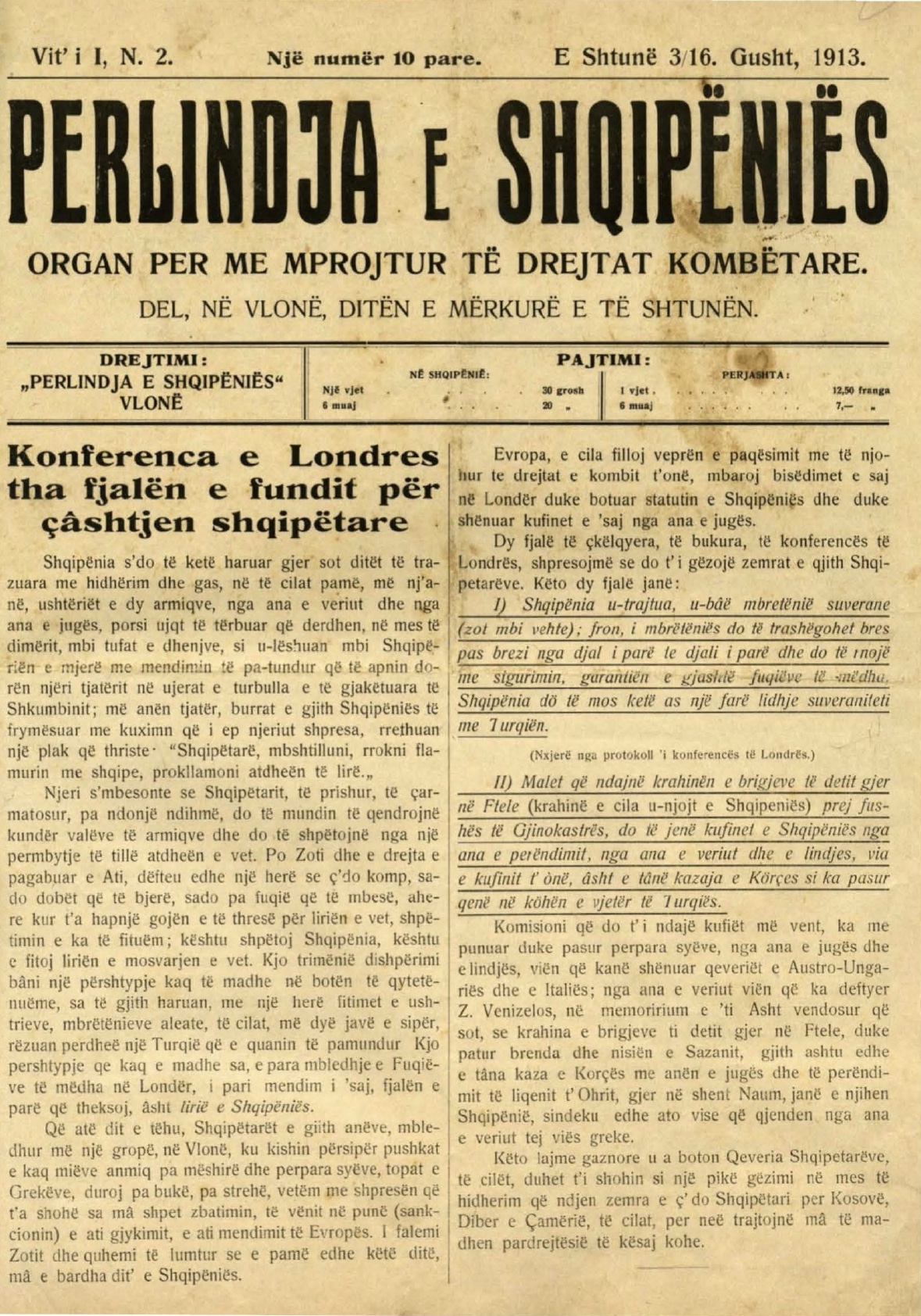

Perlindja e Shqipëniës (albanska: Albaniens födelse) var den första tidningen som publicerades i det oberoede Albanien. Det första numret kom ut den 24 augusti 1913 och dess chefredaktör var Dhimitër Beratti , med publicisten Mihal Grameno som redaktör. 
Tidningen publicerades två gånger i veckan, totalt 21 gånger fram till sista numret den 28 mars 1914. Artiklarna uppmanade bland annat det albanska folket att förenas för att klara tidens utmaningar. 
Tidningen publicerade Vloraproklamationen. 